# Trichiorhyssemus nepalensis
Trichiorhyssemus nepalensis är en skalbaggsart som beskrevs av Riccardo Pittino 1983. Trichiorhyssemus nepalensis ingår i släktet Trichiorhyssemus och familjen Aphodiidae. Inga underarter finns listade i Catalogue of Life.